# 奇柳埃瓦尔
奇柳埃瓦尔，是西班牙安达卢西亚自治区哈恩省的一个市镇。总面积39平方公里，总人口1757人（2001年），人口密度45人/平方公里。